# Mixed Bizness
Mixed Bizness è un singolo del cantautore statunitense Beck, pubblicato nel 2000 ed estratto dall'album Midnite Vultures.

## Tracce
- CD (USA)

1. Mixed Bizness
2. Mixed Bizness (Nu Wave Dreamix by Les Rythmes Digitales)
3. Mixed Bizness (Cornelius remix)
4. Mixed Bizness (DJ Me DJ You remix)
5. Dirty Dirty
6. Saxx Laws (Night Flight To Ojai)

- 12" (USA)

1. Mixed Bizness
2. Mixed Bizness (Nu Wave Dreamix by Les Rythmes Dgitales)
3. Mixed Bizness (Dirty Bixin Mixness Remix by Bix Pender)
4. Mixed Bizness (Cornelius remix)
5. Dirty Dirty